# Egotronic
Egotronic war eine Berliner Electropunk-Band um den Frontmann Torsun Burkhardt, die elektronische Sounds mit einem rauen Sprechgesang kombinierte.

## Geschichte

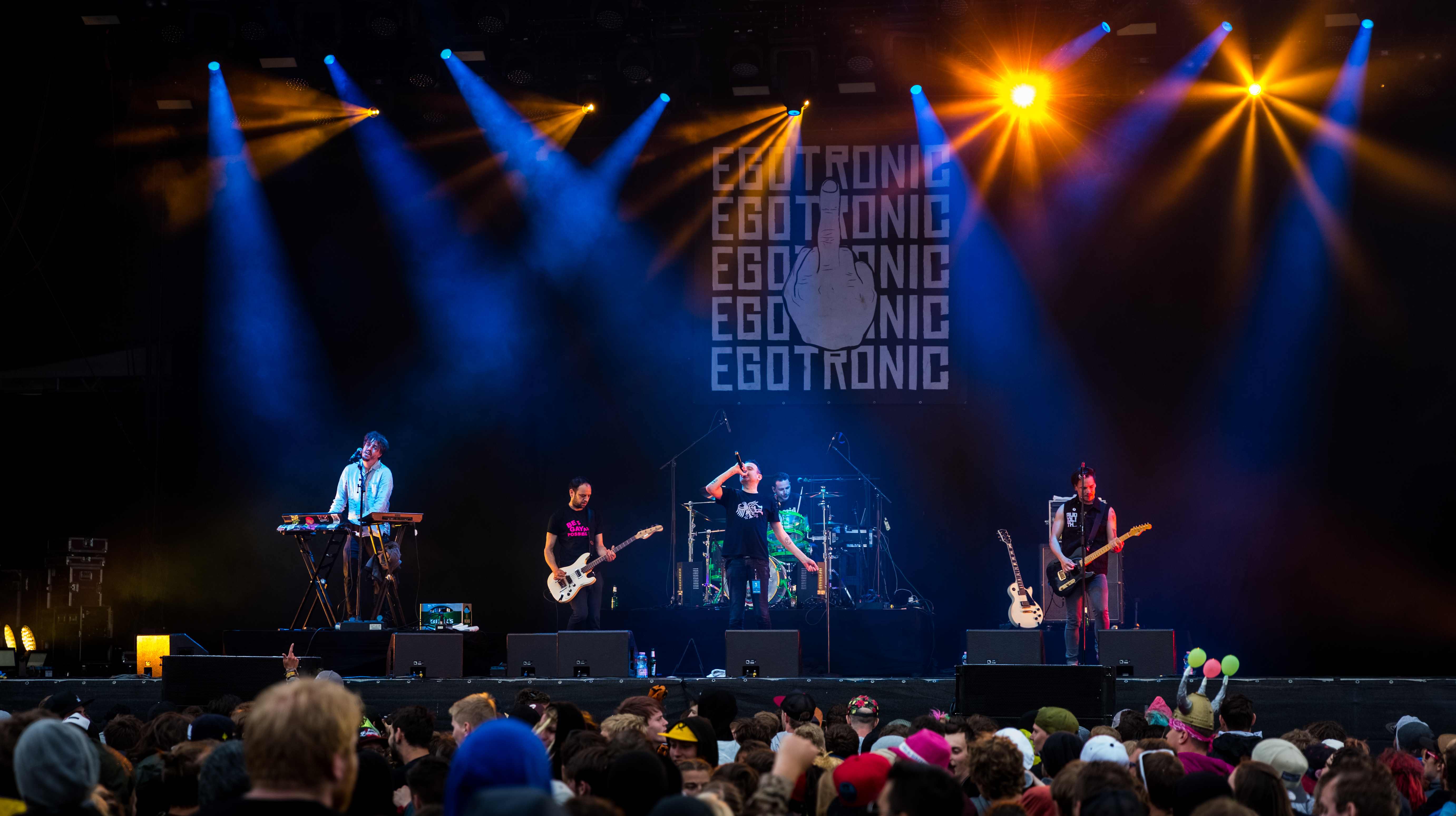
Egotronic live beim Rock am Ring 2017

Nach einigen im Selbstverlag veröffentlichten Projekten kamen Egotronic 2005 bei dem Hamburger Label Audiolith Records unter, wo ihre Single Nein nein/Luxus veröffentlicht wurde. 2005 folgte zudem eine Tour durch Russland zusammen mit dem Künstler Plemo. 2006 veröffentlichte Audiolith das Album Die richtige Einstellung. 2007 erschien das zweite Album der Band, Lustprinzip.
Im April 2008 begannen die Arbeiten am dritten Album der Band, das im November 2008 unter dem Titel Egotronic veröffentlicht wurde. Das vierte Album mit dem Titel Ausflug mit Freunden erschien im April 2010. Zum Film Gegengerade schrieb Egotronic den Soundtrack, dieser ist unter anderem mit Liedern von Slime und Pöbel & Gesocks bei Audiolith Records erschienen. Im Oktober 2011 kam das fünfte Album mit dem Titel Macht keinen Lärm heraus.
2022 war die Band in verschiedenen deutschen und österreichischen Städten auf Tour. Am 2. September 2022 verkündete der Sänger der Band, Torsun Burkhardt, dass die Gruppe im Anschluss an die letzten bereits geplanten Konzerte eine längere Pause einlegen werde; dies könne auch das dauerhafte Aus der Band bedeuten. Gleichzeitig gründete er mit Ehefrau Sina Synapse und Christian Schilgen (ebenfalls Egotronic) die Gruppe Torsun & The Stereotronics.
Im März 2023 gab Burkhardt bekannt, unheilbar an Krebs erkrankt zu sein und sich einer palliativen Chemotherapie zu unterziehen. In einem Interview mit dem Musikexpress Ende Juni 2023 war von einer Abschiedstour und Auflösung der Band die Rede. Burkhardt starb am 30. Dezember 2023.

## Stil
Stilistisch verbanden Egotronic die musikalische Haltung und gesellschaftskritischen Anspruch des politischen Electropunks mit Elementen des Electro oder Synthpop. Eine Besonderheit der Band war dabei der Gebrauch von C64- und Game-Boy-Sounds, die am PC produziert wurden. So wurden etwa Sounds eingebaut, die klassischen Computerspielen entlehnt sind; auch die Grafiken in den Musikvideos erinnern an alte Computerspiele oder sind diesen direkt entnommen. Egotronic arbeiteten auch häufig mit anderen Künstlern zusammen; so haben zum Beispiel Ira Atari, Ruede Sucre und JA!KOB von Frittenbude oder Rampue Gastauftritte bei verschiedenen Songs.

## Inhalt und Aktivitäten
Egotronic beteiligte sich an der Initiative I Can’t Relax in Deutschland. Auch in den Texten der Band wird häufig politisch Stellung bezogen, etwa zu den Debatten um Leitkultur, Jürgen Möllemann und Antisemitismus sowie mit dem Song Nicht nur Raver zu den Ausschreitungen in Rostock-Lichtenhagen und den gewalttätigen Auseinandersetzungen in Mügeln 2007. Da Egotronic den sogenannten Antideutschen nahestand, haben sie auch innerhalb der linken Szene Widerspruch ausgelöst.
Für Aufmerksamkeit sorgte zudem Burkhardts Vertonung des englischen Hooligan-Songs Ten German Bombers im Rave-Stil von Scooter. Das Lied wurde zur Fußball-Weltmeisterschaft 2006 produziert und in den Sampler Ballermann: Die Weltmeister-Hits 2006 aufgenommen. Das Video zur Single Linksradikale (2019) spielt auf die Feier zum 65. Geburtstag von Matthias Matussek an, an der prominente rechte Medienschaffende und neurechte Vordenker wie Erika Steinbach, Dieter Stein und Mario Müller, Mitglied der rechtsradikalen „Identitären Bewegung“, teilnahmen.
Zusammen mit dem Musiker Björn Peng hat Burkhardt 2021 die Initiative Artists against Antisemitism ins Leben gerufen, die sich gegen Antisemitismus starkmacht.

## Videos
- Egotronic 10Jahre Dokufilm, 1.01.58 Minuten, Audiolith 25. Oktober 2013

## Diskografie

### Singles und EPs
- 2005: Luxus/ Nein Nein
- 2007: Lustprinzip
- 2008: Kotzen (feat. Walter Schreifels)
- 2009: Es muß stets hell für Gottes Auge sein
- 2010: Was soll's (feat. Rüde & Yari)
- 2010: Ich kanns nicht sagen (feat. Midimúm)
- 2011: Rannte der Sonne hinterher (feat. Mirco)
- 2013: The Lost Tapes EP
- 2013: Glücksversprechen
- 2014: Die Band der Vollidioten (feat. Crackhuren-Chor)
- 2014: Noch nicht vorbei
- 2014: Kriegserklärung (feat. Koljah)/ Dreck Scheisse Pisse (Split-Single mit Grim104)
- 2015: Die richtige Einstellung
- 2015: Berlin Calling
- 2015: Exportschlager Leitkultur
- 2015: Deutschland, Arschlock, fick dich! (feat. The Very Best Vegan Bacon)
- 2016: Odenwald (feat. Johnny Weltraum)
- 2016: Hallo Provinz
- 2017: Scheiße bleibt Scheiße (feat.  Alles.Scheisze)
- 2017: Deine Melodie (feat. Jeans Team)
- 2020: Meine Hotline

### Alben
- 2006: Die Richtige Einstellung
- 2007: Lustprinzip
- 2008: Egotronic
- 2010: Ausflug mit Freunden
- 2011: Macht keinen Lärm
- 2014: Die Natur ist dein Feind
- 2015: C'est Moi!
- 2017: Keine Argumente
- 2019: Ihr seid doch auch nicht besser
- 2021: Stresz

### Kompilationen
- 2005: I Can’t Relax in Deutschland (Diskretion Deluxe – Peters feat. Egotronic, unterm durchschnitt)
- 2023: Das Unbehagen in der Kultur (Best-Of, Audiolith)

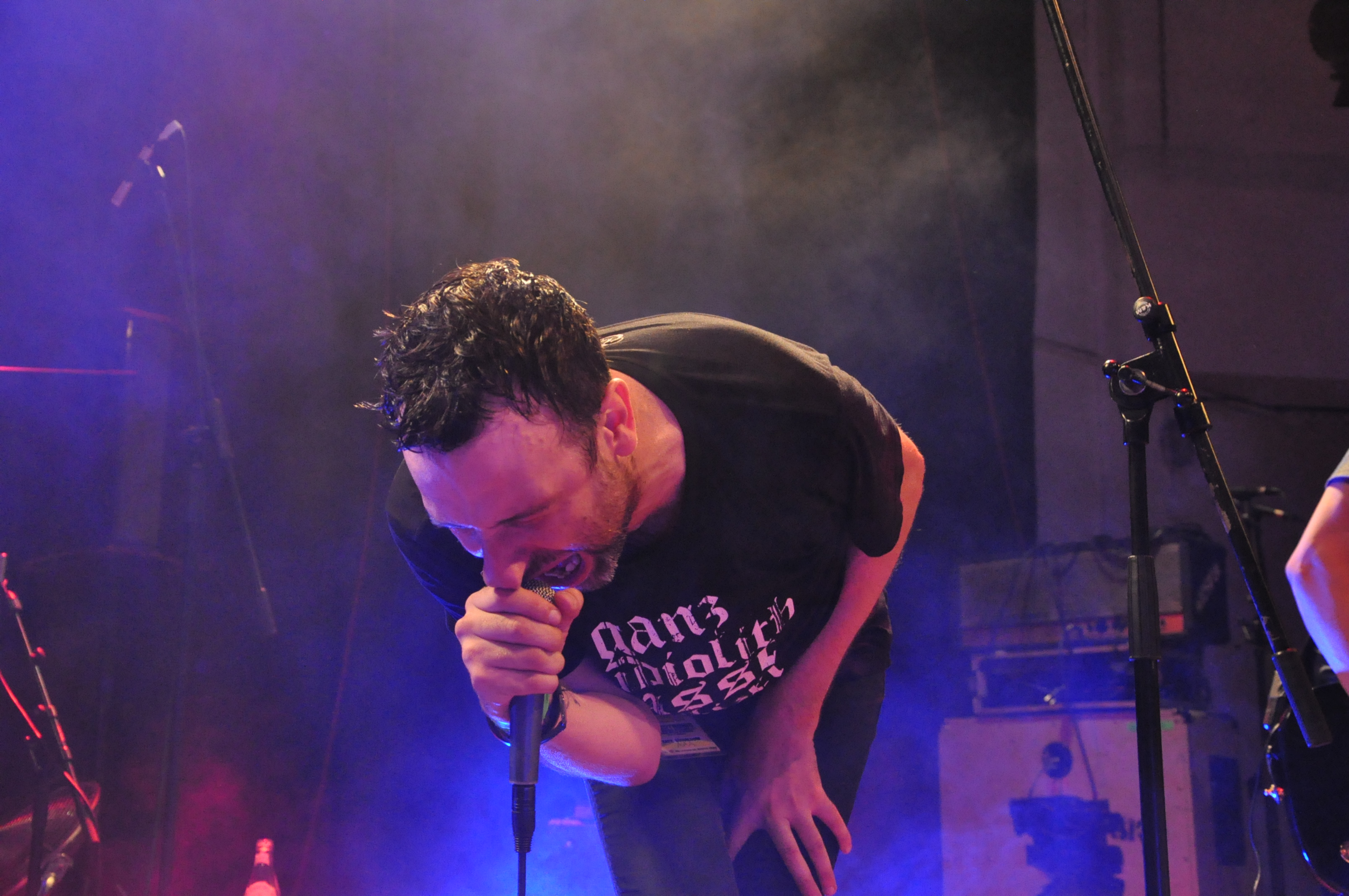
Torsun beim Kein-Bock-auf-Nazis-Festival in Düsseldorf, 2013

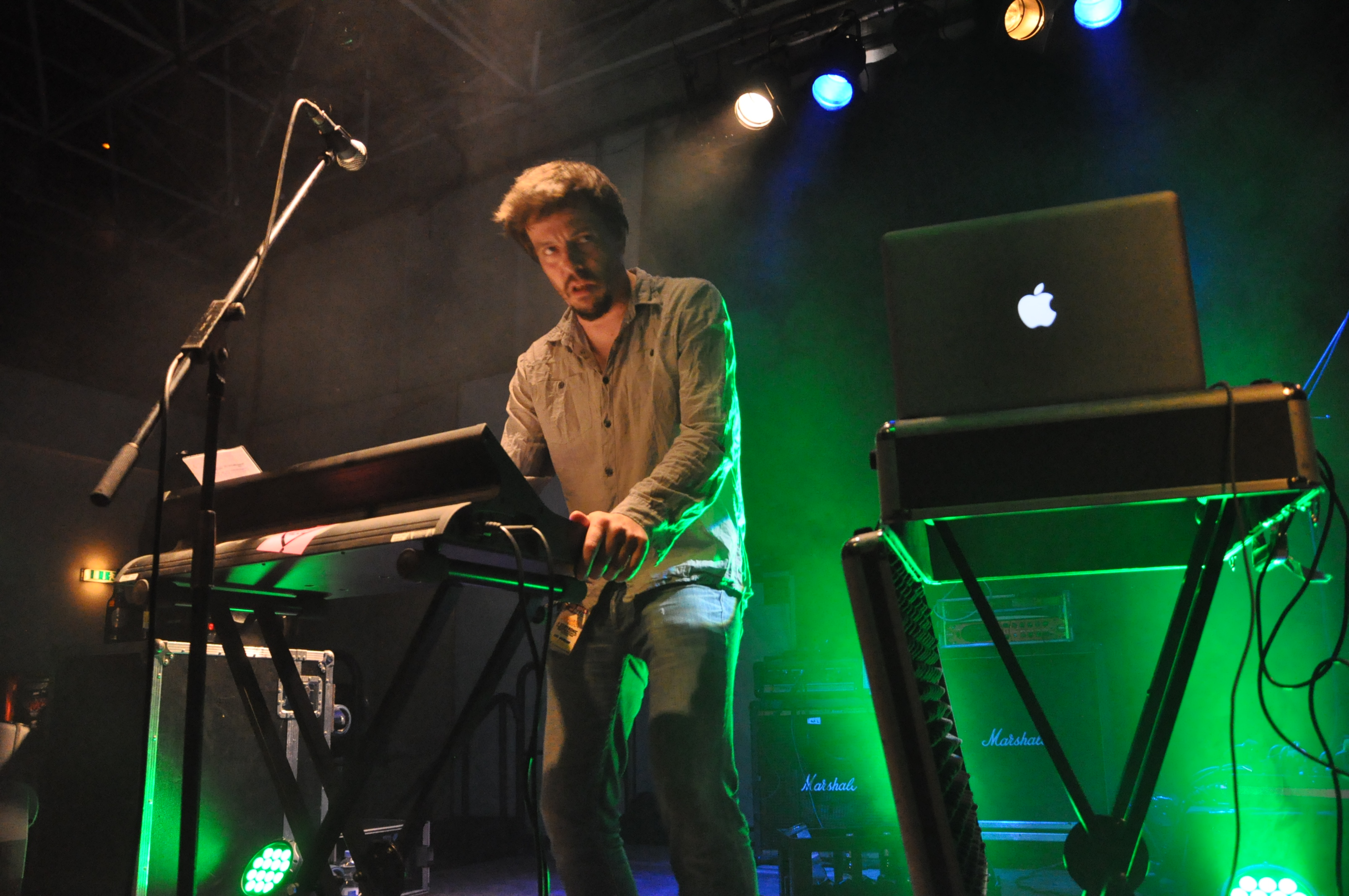
Kilian beim Kein Bock auf Nazis-Festival in Düsseldorf, 2013

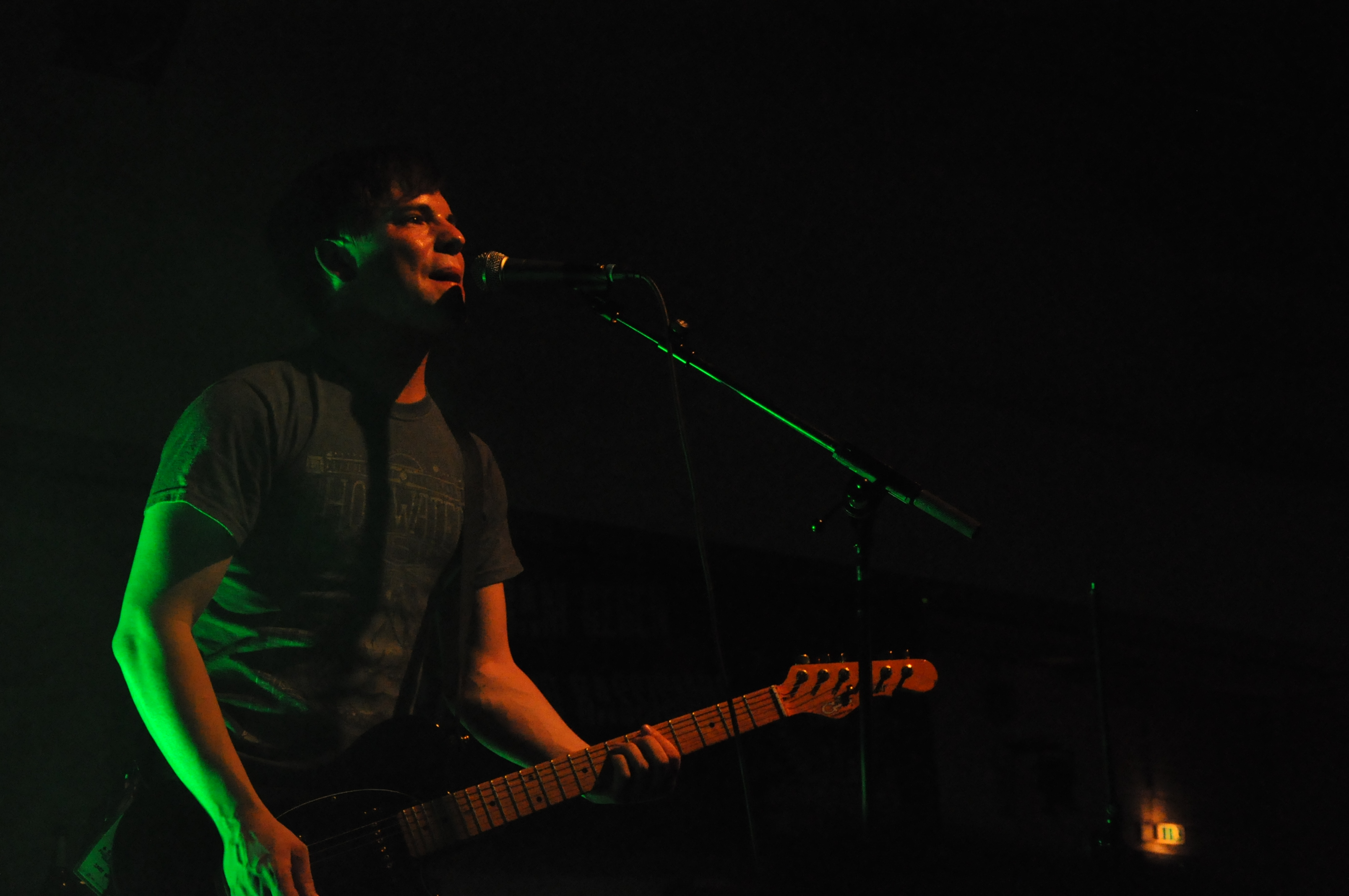
Chrü beim Kein Bock auf Nazis-Festival in Düsseldorf, 2013